# Hakarps kyrka
Hakarps kyrka är en kyrkobyggnad i Hakarps socken i Växjö stift. Den är församlingskyrka i Hakarps församling i Huskvarna pastorat. Kyrkan ligger i Hakarps kyrkby och är en rosa korskyrka och sevärdhetskyrka som byggdes 1694. Det har före stenkyrkan funnits två kyrkor: en stavkyrka, som byggts under 1100-talets mitt, samt en kyrka byggd av liggande timmerstockar, vilken uppförts omkring 1283. Timmerkyrkan från 1200-talet revs samtidigt som den nuvarande stenkyrkan byggdes. I den nya kyrkan finns bland annat ett krucifix som tros ha tillhört kyrkan sedan den första byggdes.
När stenkyrkan skulle byggas 1694 hade församlingen bevljats en kollekt, som togs upp under påsken. Dock räckte inte pengarna från kollekten till nybyggnationen, och generaltullinspektör Nils Arvidsson Hägerflycht bekostade då den nya kyrkan. Hägerflycht anställde Johan Olsson Ståhle som arbetsledare och en möjlig arkitekt var Erik Dahlbergh.
Hägerflycht bekostade den nya kyrkan med 6 000 daler kopparmynt samt 1 700 daler kopparmynt för orgeln och andra inventarier.
I enlighet med den trend som rådde i övriga Sverige under 1800-talet målades många av kyrkans inventarier och möbler över med vit färg, något som emellertid togs bort vid kyrkans 200-årsjubileum 1894. 
Från och med 2014 ingår Hakarps församling i Huskvarna pastorat.

## Kyrkobyggnaden

### Stavkyrkan
Det exakta byggnadsåret för Hakarps första kyrka är inte känt, inte heller varför kyrkan placerades där den gjorde. Man tror dock att kyrkan är samtida med kristnandet av området och grundandet av Linköpings stift, dit kyrkan först hörde. Linköpings stift grundades i mitten av 1100-talet. Under den första tiden efter kristnandet i området förrättades förmodligen gudstjänsterna utomhus med ett enkelt träkors som symbol, då Hakarp var för glesbebott för att ha råd med en egen kyrka. Ville man gå till en kyrka kunde man gå till Sanda kyrka som låg nere vid Vätterstranden vilket lär ha varit en av Södra vätterbygdens tidigaste kyrkor. Invånarna i Hakarp ville emellertid ha en kyrka och man timrade upp en träkyrka mitt i Hakarp, eller Hakatorp som det då hette. Det var både dyrt och tungt att bygga en egen kyrka och man tror att en församling därför bildades i samband med bygget. Man hade inte råd med en egen kyrkoherde utan man var en annexförsamling till Skärstads församling till 1566. Klockaren förrättade de gudstjänster som firades i kyrkan, vilket var fallet till in på 1500-talet. Den äldsta befintliga uppgiften om Hakarps kyrka är från Gustav Vasas klockuppbörd 1530.
Man vet ändock att det omkring 1100-talets mitt, efter 1141, uppfördes en stavkyrka. 2012 kom det fram uppgifter om att den nuvarande kyrkan kan ha haft två föregångare. När man skulle ta bort hussvamp 2011-2012 fann man kraftiga ekplankor. Undersökningar visade att några plankorna avverkades 1141. Detta tyder på att kyrkan har haft två föregångare, och att virke från båda återanvänts i den nuvarande kyrkan. Den första kyrkan var förmodligen en stavkyrka. Det finns ett trettiotal liknande fynd av rivna stavkyrkor i Sverige, och ekplankorna från Hakarps första kyrka motsvarar andra småländska kyrkor i Aringsås, Sjösås och Nöttja.
Från omkring samma tid är triumfkrucifixet som än finns kvar i kyrkan, samt en sandstensdopfunt. Det är osäkert om dessa ursprungligen kommer från Hakarps kyrka eller Sanda kyrka, som lades ned efter reformationen - varpå inventarierna delades upp mellan de närliggande kyrkorna. 1283 plockas stavkyrkan ner och ersätts av en timmerkyrka. Delar av materialet från stavkyrkan användes också för timmerkyrkan - förmodligen i golvet.

### Timmerkyrkan

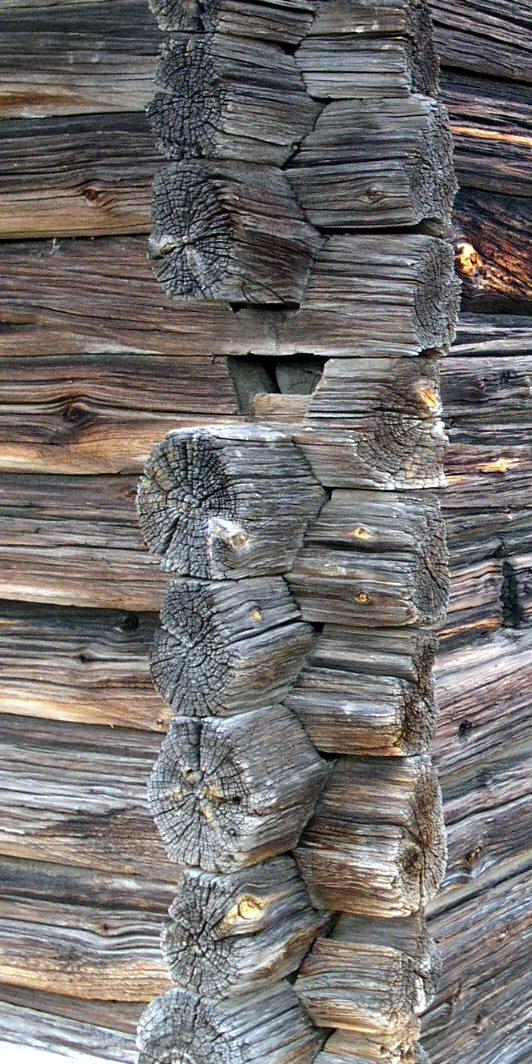
Knutskallar, såsom på timmerkyrkan.

1283, enligt de dendrokronologiska dateringar man kan göra, plockades stavkyrkan ner, antingen för att den var uttjänt eller för trång. Den ersattes av en timmerkyrka. Delar av materialet från stavkyrkan återanvänds, förmodligen i golvet. Timmerkyrkan består av furutimmer som huggits i fyrkanter, samt ektimmer till golv och syllar. Fasaderna hade klätts med spån.
När man byggde den nya stenkyrkan stod den gamla träkyrkan kvar innanför de murade väggarna och man kan därför på ett ungefär uppskatta den gamla kyrkans storlek. Man använde mer än 120 sträckmeter virke från timmerkyrkan till stenkyrkans tak. Kyrkan hade en romansk plan. Långhuset var 9,45x6,6m, och det mindre koret 5,75x5,15m. Landytan uppskattas ha varit runt 60 km² och med 20-30 gårdar i församlingen vid den tiden bör alla ha fått plats i kyrkan. Kyrkan låg med koret åt öster och andra sidan åt väster. Den var uppförd av liggande timmer med synliga knutskallar. Uppskattningsvis hade kyrkan fem fönster och två dörrar. Huvudingången låg i den södra långväggens västra del och trappstenen utanför dörren bar inskriptionen MARIA.
En hel del av virket från timmerkyrkan ligger på stenkyrkans vind och är dekorerade med motiv från den bibliska historien. Konterfejarens namn är inte känt, men man ser likheter i bilderna på virket i Grännas, Säbys, Askeryds, Marbäcks och Ölmstads kyrkor. Målningarna tillkom vid en om- eller tillbyggnad år 1508. Konstnären kan ha varit lärjunge till Amund men var inte lika skicklig som denne, vilket framgår om man jämför foton från bilder gjorda av Amund i Gränna kyrka från innan kyrkan brann ner i slutet av 1800-talet. Vissa detaljer i bilderna från Hakarps kyrka liknar målningarna i Södra Råda kyrka. Efter detta stod förmodligen kyrkan relativt oförändrad fram till dess att den rivs 1694.
1556 ändrades kyrkans förutsättningar när Sanna socken upplöstes och ett antal av socknens gårdar överfördes till Hakarps församling som därigenom ökade i folkmängd. Församlingen fick då råd med en egen kyrkoherde. Anledningen till att Sanna socken upplöstes var att landhöjningen som pågått sedan inlandsisens avsmältning, med följden att Vättern kantrar åt söder, medförde att kyrkan riskerade att översvämmas. Socknens invånare ansåg sig inte ha råd att bygga en ny kyrka. Inkorporeringen gjorde att Hakarp kunde bilda ett eget pastorat. Den förste kyrkoherden blev Haqvinius Laurenti (Håkan Larsson).

#### Inventarier

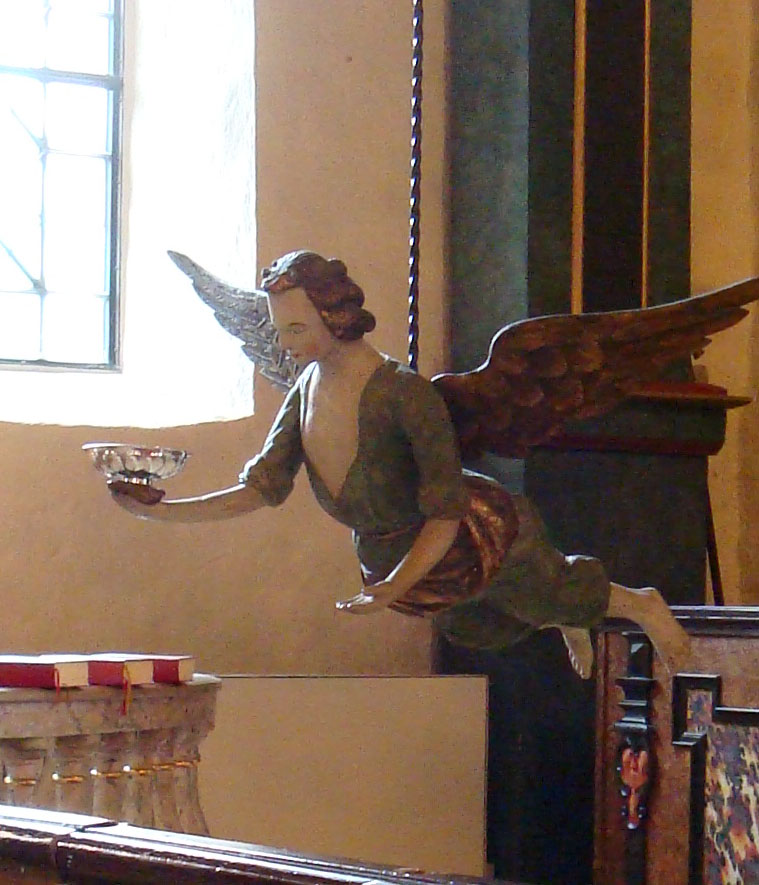
Dagens dopfunt, i form av en ängel som håller dopskålen. Vid dop hissas ängeln ner från taket. Den gamla finns bevarad i kyrkan.

De tidigare kyrkorna hade en dopfunt som dateras till runt 1150. På dopfunten, som är gjord av sandsten, är en biskop avbildad med en kräkla.[A] Det fanns även ett krucifix som är bevarat från den gamla kyrkan och som idag står i den nuvarande kyrkan. Krucifixet anses härstamma från slutet av 1100-talet. Krucifixet kan ha kommit till Hakarp först runt 1500-talets mitt, från Sanda kyrka.[B]
Under golvet i den gamla kyrkan fanns ett antal gravar övertäckta med släta hällar av kalksten med inskriptioner om vilka som ligger begravda.[C] Kvar från den gamla kyrkan finns även ett altarskåp med figurer som glänste i guld och silver. På dörrarna till altarskåpet är Sankt Erik och Sankt Olof avbildade. En nattvardskalk, brudkrona och ljuskrona anses också vara kvar sedan den gamla kyrkan.

#### Behov av renovering
I slutet av 1600-talet började en reparation av kyrkan bli nödvändig. År 1675 skrev prästen Nicolaus Ingemari en vädjan om bidrag. Församlingen var liten, resurserna små och tjuvar hade stulit undansatta pengar. I en annan vädjan från 1690 stod det "att kyrkotaket är alldeles förruttet och odugligt". Ytterligare en vädjan från sockenbönder till landshövdingen löd:
| ” | Wi aldeles oförmögne äre wår gambla kyrkia, som nu snart een merkeligh hielp behöfwer, reparera och förbättra /…/ uthan hon måste gå omkull, som lijkwist är een ibland dhe äldste kyrkior, som til Guds namns lof och ähra här i Swerige upbygd är. | „ |
| – Meddelande där sockenbönder beklagar sig till landshövdingen över den andra kyrkans dåliga status. | |   |

Den 29 maj 1691 beviljades en kollekt för byggandet av en stenkyrka i Hakarps socken. I Huskvarna anlades emellertid ett bruk vilket ledde till folkökning och en kyrka planerades att byggas. Konungen godkände förslaget om bruket och kyrkan och Hakarpsborna blev oroade att de inte skulle kunna underhålla sin gamla kyrka, och inte heller ha råd med en kyrkoherde. Oron visade sig dock vara obefogad. Kollekten upptogs i kyrkorna i Växjö stift på annandag påsk 1694 och den nya kyrkan kunde börja byggas.

### Stenkyrkan

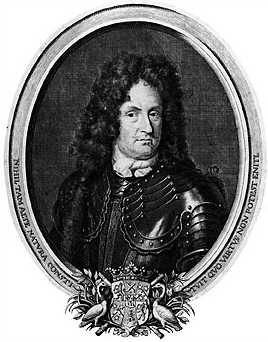
Erik Dahlbergh, möjlig arkitekt till Hakarps kyrka.

När kyrkan skulle byggas hade precis två år av missväxt passerat och församlingen hade inte råd att reparera sin kyrka eller bygga en ny. Problemet löstes när ägaren till Hakarps säteri, generaltullinspektör Nils Arvidsson Hägerflycht, åtog sig att bekosta den nya kyrkans byggnation. Hägerflycht var vid den tiden ägare till nästan halva Hakarps socken och en mycket rik man. Hägerflycht blev adlad 1675. Han tog sitt efternamn när han tillsammans med Karl XI med en lodbössa sköt ner en häger. Som de flesta andra adelsmän försökte man få sin familj begraven i en familjegrav inne i kyrkan. Då Hägerflycht började bli gammal är det troligt att löften om gravplats i kyrkan bidrog till att han bekostade kyrkbygget.
Man vet inte säkert hur lång tid kyrkan tog att bygga men det gick väldigt fort. Den 13 maj 1693 hade man inte börjat bygga kyrkan och 11 månader senare var väggarna klara och taket lagt. Att taket var lagt till påsk 1694 vet man av ett brev som den dåvarande kyrkoherden, Lars Lilliander, skrev.
Den nya kyrkan var inte helt klar och pengarna som kom in via den påbjudna stiftskollekten användes till de sista detaljerna. Den 2 december 1694 invigdes Hakarps nuvarande kyrka av biskopen.
Medan man byggde den nya kyrkan stod den gamla ännu kvar innanför murarna på den nya. Under byggnationstiden användes den gamla kyrkan som gudstjänstlokal. När den nya var klar slogs väggarna på den gamla in och bars ut genom porten. Kyrkan uppfördes enligt en grekisk korsplan, vilket var vanligt på barockkyrkor. Kyrkan är försedd med en sluten lanternin som spänner över det spåntäckta takets korsmitt. Från medeltidskyrkan har ett romanskt triumfkrucifix och en dopfunt bevarats. Edvard Orm målade 1729 de plana brädtaken, samt bibliska gestalter på sidoläktarna. På bänkarna är den ursprungliga bemålningen framtagen. Altaruppsatsen och predikstolen kommer från Eksjö kyrka.
Man vet inte vem som var arkitekt för kyrkan men en möjlighet är att det var Erik Dahlbergh. Arbetsledare för byggnaden var Johan Olsson Ståhle. Hägerflycht bekostade bygget med 6 000 daler kopparmynt samt 1 700 daler för orgel och andra inventarier. Han skänkte ett område till bostad för klockaren och bidrog med 114 daler till förflyttningen av prästgården. Hägerflycht och hans familj begravdes under altaret i kyrkan och till vänster om altaret sattes en minnestavla upp som än är kvar. Hans son, Arvid Hägerflycht, fick patronatsrätt vilket innebar att han fick tillsätta präst i pastoratet, något som följde med äganderätten till Hakarps säteri fram till mitten av 1800-talet. Därmed blev kyrkan vad som kallas en patronatskyrka. Altartavlan och predikstolen kom till kyrkan först fem år efter invigningen, 1699.

#### Restaurering av den nya kyrkan
Ett antal saker såsom takmålningar vars färger flagnade, sprickor i stöttepelare, från muren fallande murbruk och så vidare gjorde att en renovering och restaurering under slutet av 1900-talet blev nödvändig. På grund av kyrkans kulturhistoriska värde behövde vissa försiktighetsåtgärder tas. Man anställde arkitekten Per Rudenstam och konservatorn Sven Wahlgren. Konservatorns arbete omfattade takmålningarna framförallt samt en allmän översyn på övriga inventarier. Ett förslag till renovering gavs av arkitekten till kyrkorådet den 24 juni 1969, vilket godkändes av alla berörda parter med enbart vissa små ändringar av Landsantikvarien och domkapitlet. Ett slutgiltigt förslag drevs igenom den 5 maj 1970. Arbetet kunde emellertid inte sättas igång förrän 1 september samma år på grund av att noggranna förberedelser krävdes. Arbetet beräknades vara klart vid midsommar 1971. Vid restaureringen av murbruket uppdagades att kyrkan tidigare varit tonad i rosa, vilket landsantikvarier med flera önskade. Kyrkorådet ville behålla den vita färgen och en kompromiss gjordes att färgen är vit med väldigt lätt rosa toning.
Då värmesystemet var en del av anledningen till att kyrkan var tvungen att restaureras valde man med omsorg ut det nya värmesystemet. Till slut valde man ett värmesystem konstruerat av dansken Horwath som användes i en del kyrkor. Det är konstruerat så att värmen inte stannar under taket och torkar sönder målningarna. Den 5 september 1971 öppnades kyrkan igen. Biskop Olof Sundby återinvigde kyrkan samt höll ett installationstal. Redan 1991 kunde man emellertid se att även detta danska värmesystem orsakade skador på kyrkan. Därför infördes elvärme i form av bänkvärmare av modell EVECO. Takmålningarna konserverades och ett vapenhus uppfördes. 2008 upptäckte man återigen skador, nu på takmåleri och under korgolv. Därför infördes ett nytt styrsystem, JEFF CC Kyrka El, för värme 2011-2012, tillsammans med ett omfattande konserveringsarbete.

### Arkeologiska utgrävningar
När golvet vid restaureringen under 1900-talets andra hälft bröts upp för att läggas nytt upptäckte man plankor som tillhörde den gamla kyrkan. Plankorna kunde inte användas till golvet men togs tillvara. Man blottlade även en gravkammare som innehöll två kistor och som liknade gravkammaren där Hägerflycht begravdes. På grund av de upptäckta föremålen krävdes en oförutsedd arkeologisk utgrävning vilket försenade arbetet till att istället för midsommar vara klart i början av september. Av den arkeologiska utgrävningen framkom delar av något man tror var en kista, sju gravvalv innehållande gravstenar varav en del idag kan beskådas utanför kyrkan. Ett antal skelettdelar upptäcktes. Järn, spikar, mynt, mässingskedjor, glasögon, böcker, psalmböcker med mera upptäcktes också under utgrävningen.
Påträffade mynt:
| Mynt               | År   | Kunglighet      |
| ------------------ | ---- | --------------- |
| 1/6 öre silvermynt | 1716 | Karl XII        |
| 1 daler silvermynt | 1718 | Karl XII        |
| 1 öre kopparmynt   | 1719 | Ulrika Eleonora |
| 1 öre kopparmynt   | 1725 | Fredrik I       |
| 1/12 skilling      | 1808 | Gustav IV Adolf |
| 1/12 skilling      | 1825 | Karl XIV Johan  |
| 1/3 skilling banco | 1851 | Oscar I         |
| 1 öre              | 1858 | Oscar I         |
| 10 öre             | 1871 | Karl XV         |

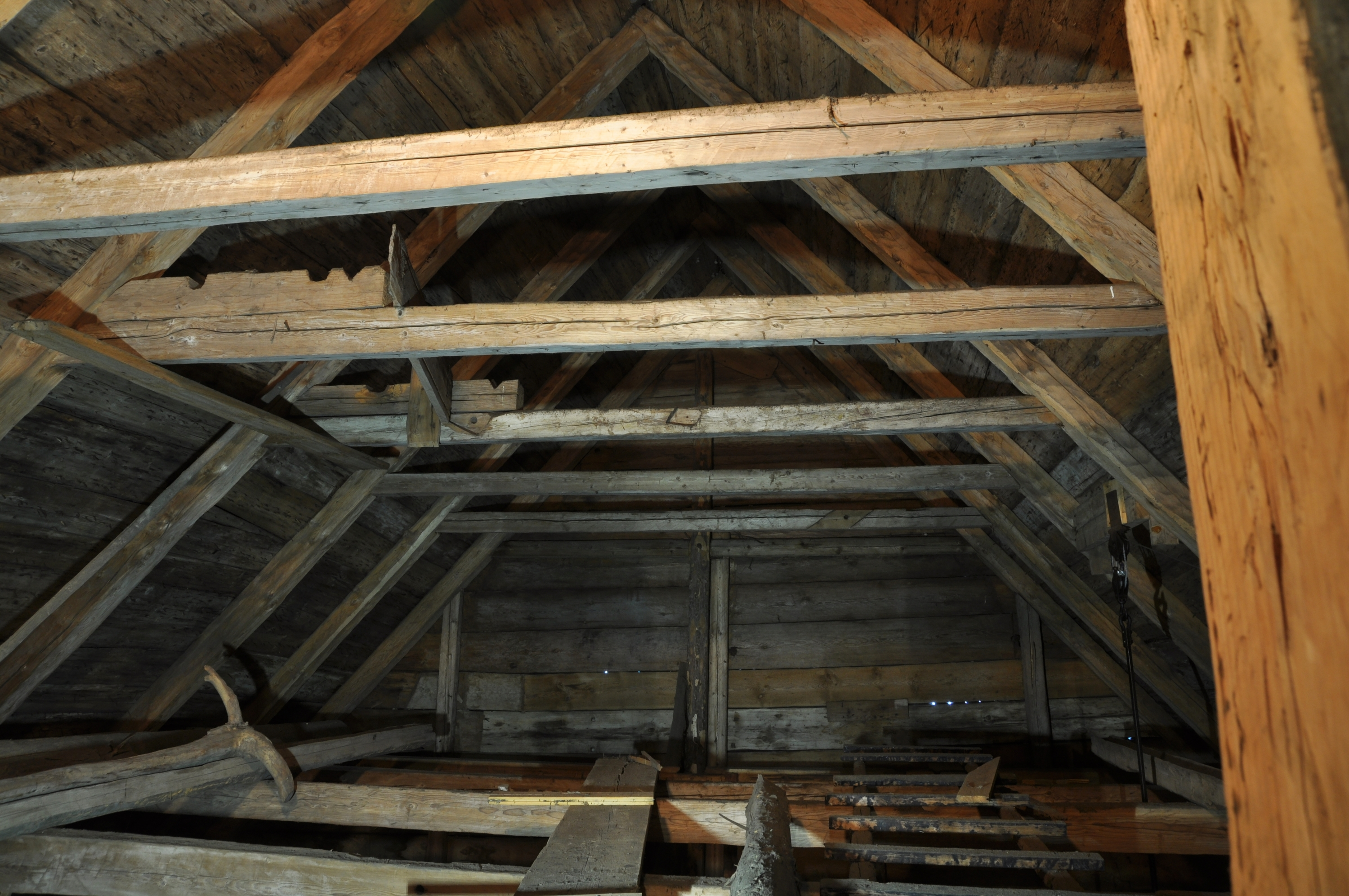
Vinden på Hakarps kyrka, där man tidigare funnit medeltida timmer.

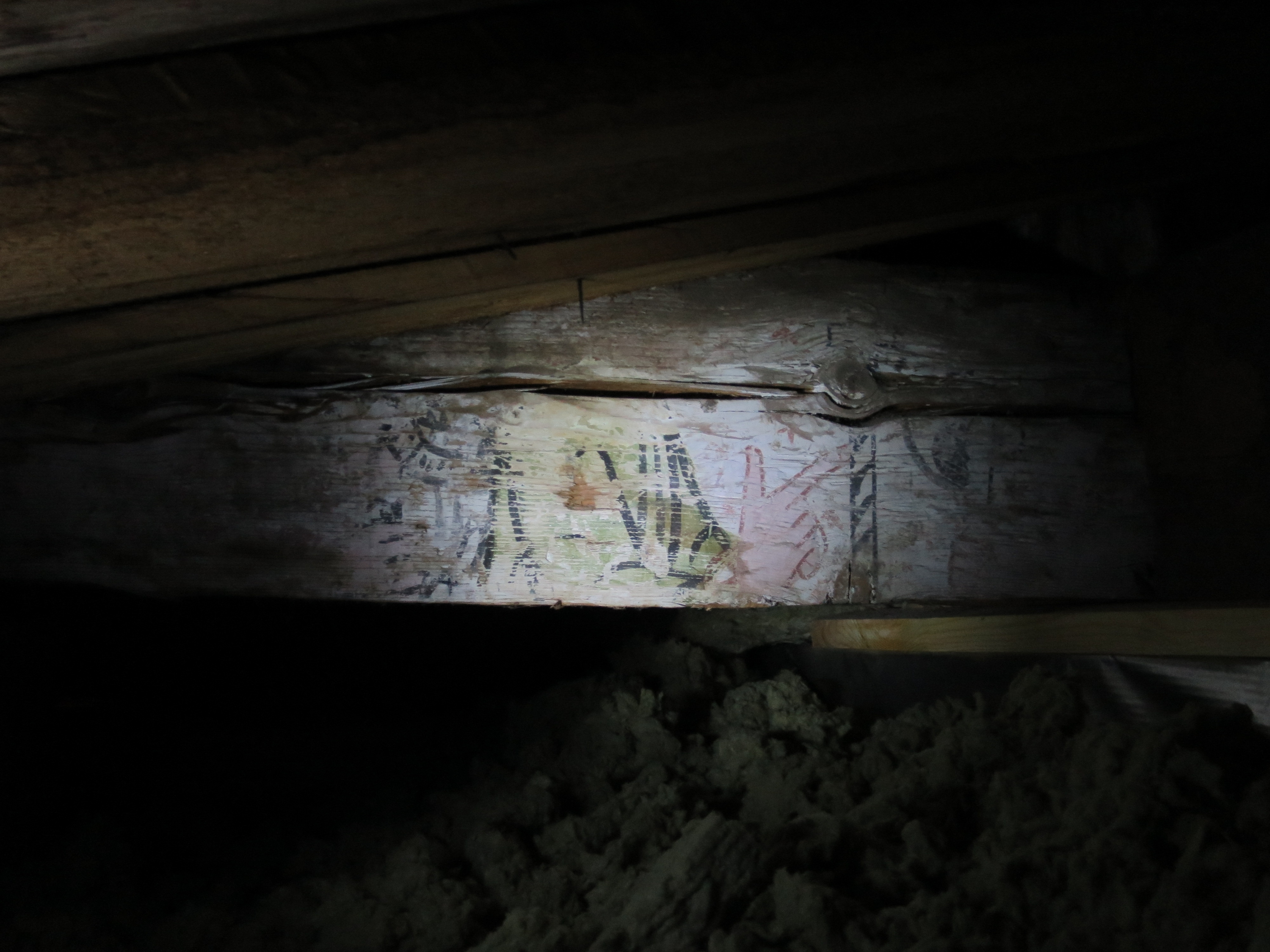
Det medeltida timmer som återanvänts. På plankan syns de svårtolkade uthuggningarna.

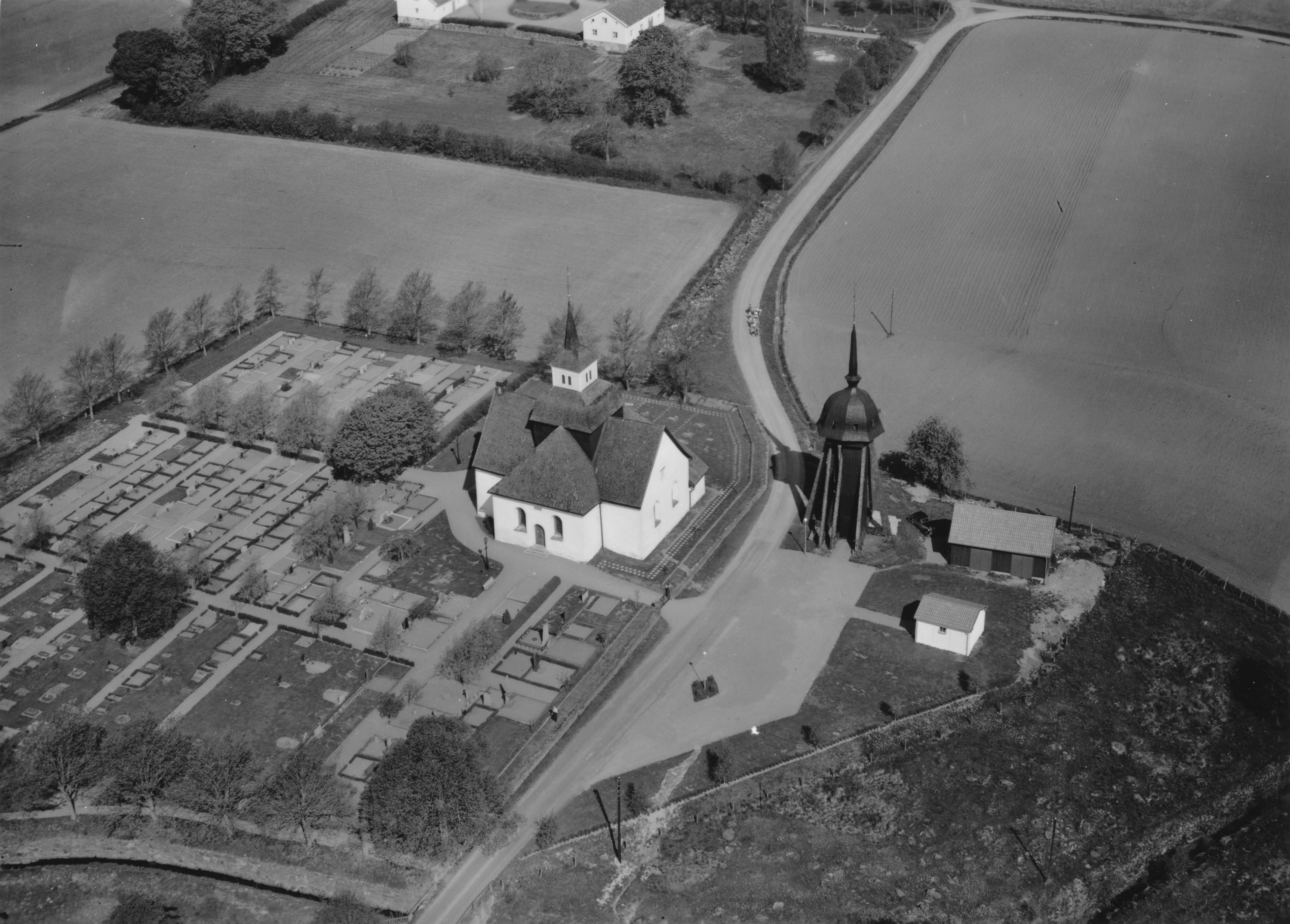
Flygfoto över Hakarps kyrka 1955.

Vid restaurationerna 2011 gjordes flera nya byggnadsarkeologiska rön. Altaret hade restaurerats tidigare 1953. Man fann dock att under putsen var det mesta av konstruktionen ursprunglig. Originalkonstruktionen bestod av huvudsakligen otuktade fältstenar i kalkbruk, med visst inslag av sandsten. Krönet hade sandstenshällar som man hittade rester av kalkputs på, avfärgade med vit och grå kalkfärg. Det var uppmurat på två grova ekplankor, som i sin tur vilade på tre ekbjälkar. En ekbjälke låg inmurad i originalkonstruktionen. Denna visades bära en ornering. Man fann även, när altarringen hade avlägsnats, spår av muralmåleri där altaret mötte väggen i norr. Måleriet var förmodligen en drapering som bröstning i ockra och järnoxid. Under altaret påträffade man, när man tog bort det gamla bjälklagret, ett kranium, ett lårben, en knapp, ett öre kopparmynt (Ulrika Eleonora) från 1719 och ett fragment av dekorationsmålad puts.
Det främsta fyndet utgjorde emellertid det äldre ekmaterialet. Tidigare hade man trott att det funnits en medeltidskyrka. Genom dendroanalys kunde man emellertid finna att det funnits två tidigare kyrkor. Det finns dessutom på en av plankorna svårtolkade uthuggningar, och på båda spår av brännmärken. Ytorna har bearbetats noggrant och väl, och det finns spår av sågmärken och hyvling. En av plankorna kunde man fastställa har fällts någon gång efter 1141. Förmodligen var plankorna väggplankor i en stavkyrka. Det finns likheter mellan dem och plankor som funnits i andra kyrkor. Väggplankorna har förmodligen stått i en syll och hållits samman av ett hammarband i ovankant. Genom nåtar som det har passats in lösa fjädrar i hölls plankorna ihop. Den bäst bevarade av plankorna exponeras i kyrkorummet, och den skadade togs till länsmuseets samlingar.
Motivet på den ristade bjälken utgörs av tre arkader. På dessa är människor framställda. Tre av dessa har tydlig gloria. Arkaden i mitten är tre decimeter bred. De omgivande har inga avslutande pelare. I den vänstra arkaden står två helgon vända mot höger. Dessa bär var sitt ljus. I den mittersta arkaden står ett helgon med toga. Helgonet gör en gest, vänd åt vänster. I den högra arkaden avbildas fyra gestalter, av vilka de till vänster vänds mot varandra. En av dem har förmodligen ett barn i famnen. De till höger är vända åt höger. En av dem håller ett föremål i höger hand. Den andra går inte att urskilja, eftersom bjälken har bearbetats här med yxa. Det fanns bunden tjära i virket. Det tyder på att bjälken var placerad på timmerkyrkans – den andra kyrkans – utsida. Den utgjorde, såsom var vanligt på medeltida stavkyrkor, därför förmodligen en del av ett hammarband. Det finns emellertid inga sådana med framställningar av människor, vilket gör dessa ristningar i så fall unika. Det finns växtornament och drakar på Kumlaby och Väversunda kyrka. Dessa är gjorda på 1100-talet. Det annorlunda motivet kan tyda på att dessa ristningar gjorts i gotisk tid, efter 1200-talets mitt. Den spräckning som förekommer kan ha orsakats vid den förmodade ombyggnaden 1508.
Från timmerkyrkan kom förmodligen de fyra bjälkar av ek man fann under altaret. Två av dem är förmodligen nedhuggna omkring vintern 1282-1283, enligt dendrokronologiska analyser. Den längre bjälken har en tydlig sprättäljning, om var en teknik som användes under tidig medeltid. En av ekbjälarna daterades till vintern 1507-1508, och en till 1509±7. Dessa tyder på att en ombyggnation ägt rum omkring 1508. Av de ekbjälkar man fann 1971 fanns fem bevarade på Hakarps säteri (de övriga svarvades till ekljusstakar saluförda som 'tusenårig ek från Hakarps kyrka'). De liknar syllbjälkarna, med ett undantag som har urtag - förmodligen för bindbjälkar.
Slutsatsen som länsarkeolog Robin Gullbrandsson drar från fynden är att det förmodligen restes en stavkyrka i Hakarp omkring 1100-talets mitt. Denna kyrkas väggar var gjorda av kluvna ekstockar, som bearbetats fint och satts i en syll. De var dessutom förmodligen sammanfogade med lösa fjädrar i långsidornas spår. Ett hammarband höll samman dem upptill. Detta liknar stavkyrkorna i Nöttja, Aringsås och Sjösås. Nöttjas kyrka uppfördes omkring 1146 och Sjösås omkring 1229, vilket innebär att man använt liknande teknik under nästan ett sekel i Småland. Denna stavkyrkas planform eller mått finns det ingen kunskap om.

## Utseende

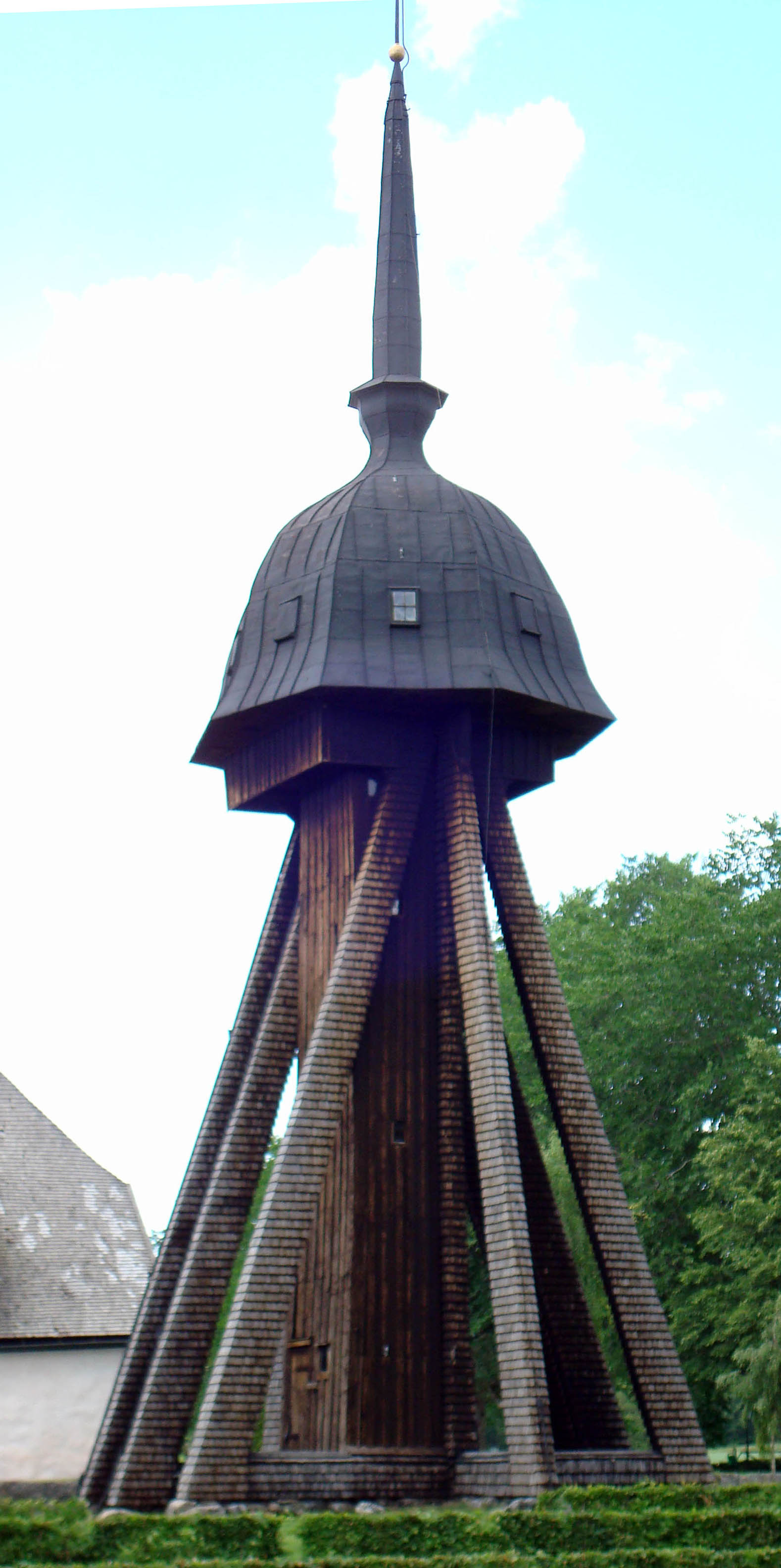
Klockstapeln.

Hakarps kyrka är en typisk korskyrka byggt med grekisk korsplan i ljusrosa och med väggar av sten. Stilmässigt är den en blandning av barock och rokoko. Korsmitten bär upp ett torn som, i likhet med takkonstruktionen i övrigt, är av trävirke. Kyrkan har två fönster i varje korsarm. Koret är i den östra delen som i många andra kyrkor. Kyrkans längd är 21 meter och bredden 20 meter. Murarna är runt sex meter höga. Tornet har en förgylld kyrktupp på toppen av en spira.
Läktaren är uppdelad i tre delar. Den norra var avsedd för fabriksarbetare och den södra för drängar och ungdomar. Den mittersta läktaren är avsedd för orgeln. Vid mitten av 1700-talet fanns även en läktare över den södra utgången och en ovanför orgelläktaren. Båda dessa togs dock bort 1858.
I början hängde kyrkklockorna i kyrktornet men det var för tungt och taket påfrestades när man ringde i klockorna.[D] År 1747 byggdes därför en fristående klockstapel där de båda medeltida klockorna och en ny klocka hängdes upp. År 1991 infördes elektrisk ringning.
I början av 1800-talet upptäckte man röta i bjälkarna som bär upp kyrktornet, och man var tvungen att sätta upp stöttepelare. För att få stabilt underlag för pelarna var man tvungen att fylla de gravar som fanns i den norra korsarmens östra del. Stoftet efter de avlidna begravdes i kyrkogårdens nordöstra hörn.
År 1858 målades altartavlan, predikstolen, taklister, tavelramar och kyrkbänkar över med vit färg, såsom trenden var i Sverige. Vissa detaljer på predikstolen och altartavlan blev förgyllda med guld. Till kyrkans 200-årsjubileum 1894 rentvättades dock kyrkan från det vita.

### Kyrkomålningar

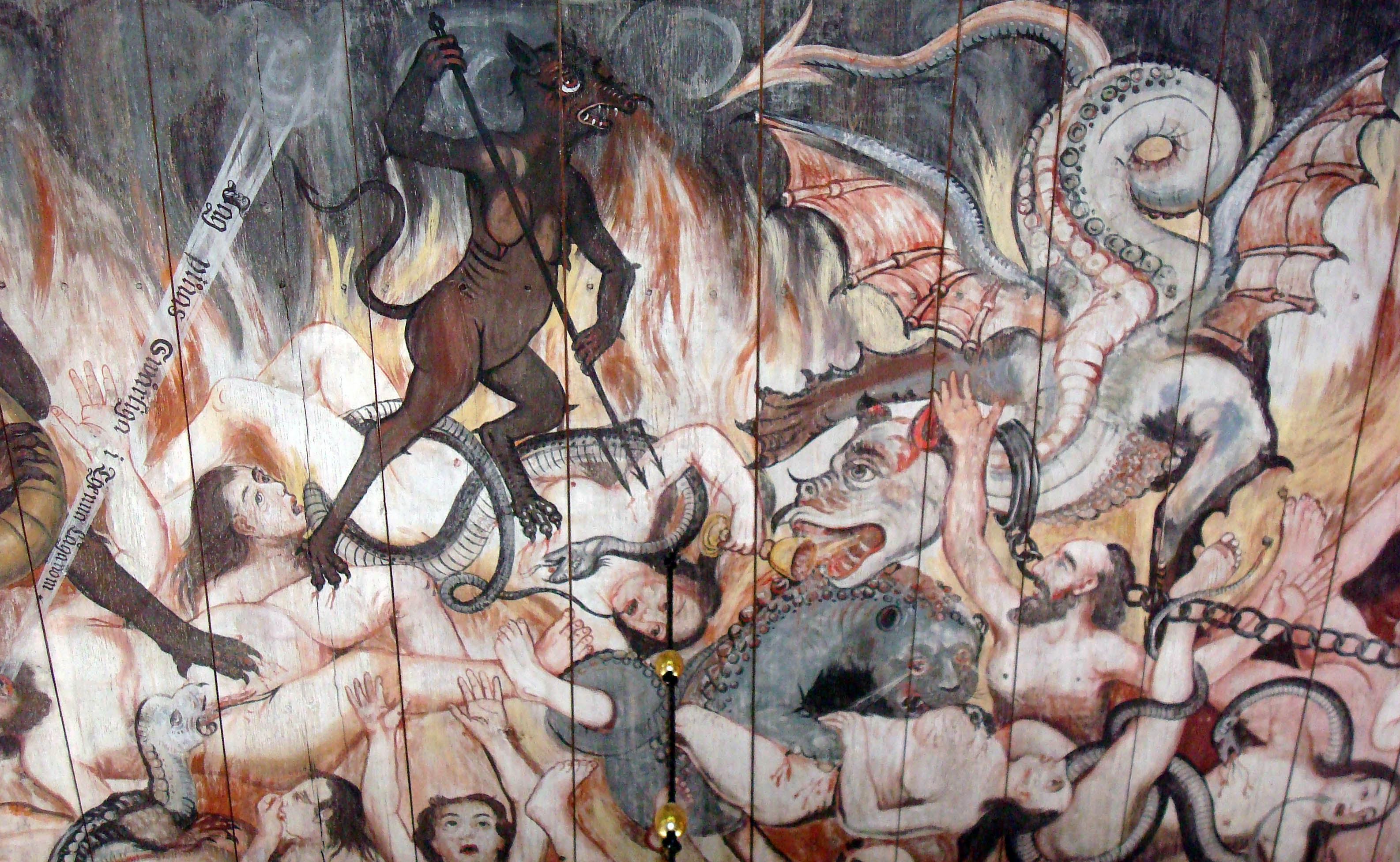
Takmålning föreställande helvetet.

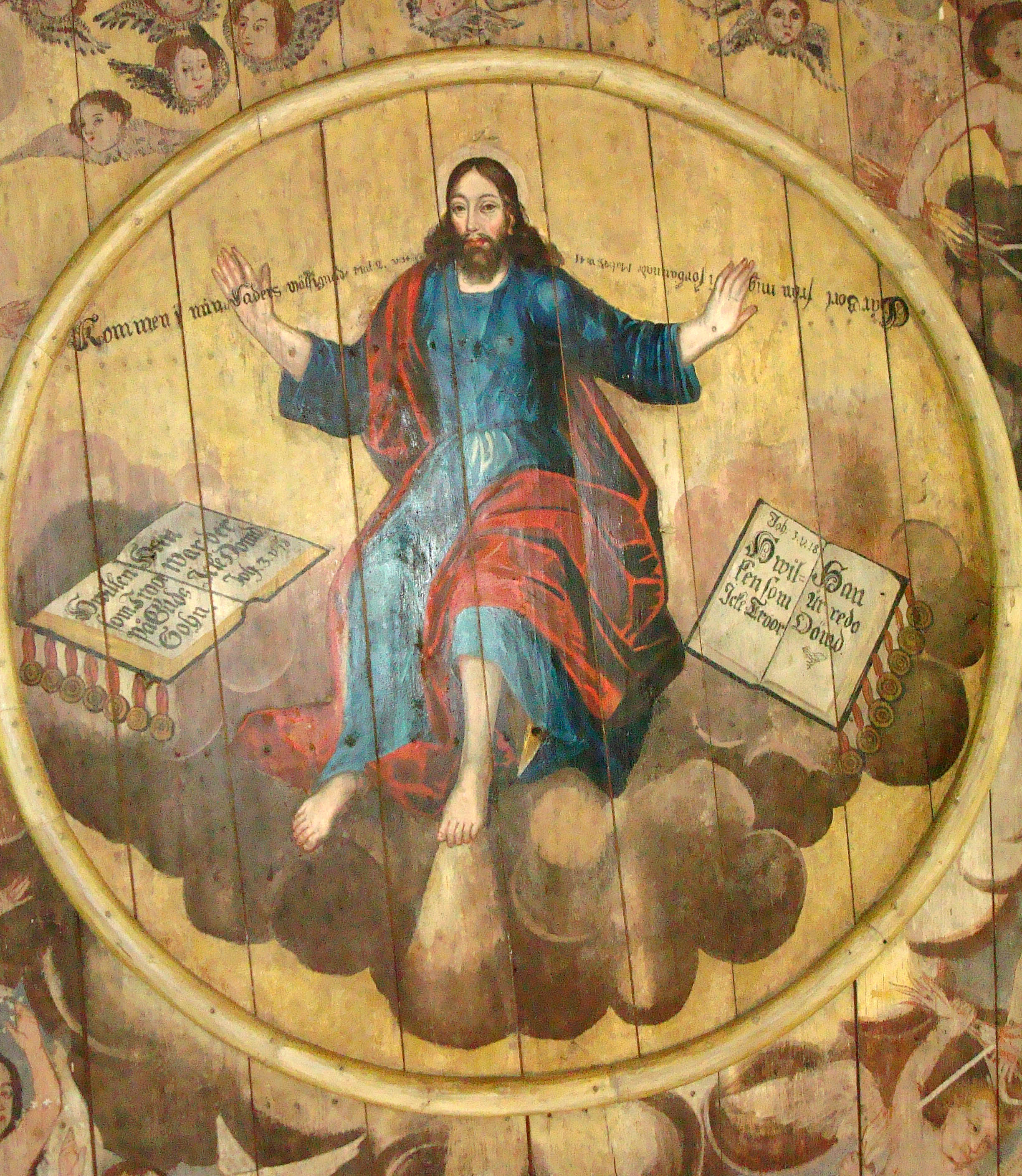
Den yttersta domen.

År 1729 bekostade församlingen en konstnärlig utsmyckning av kyrkan. Gränna kyrka hade försetts med takmålningar tio år tidigare av Edvard Orm (f. 1670) och man bestämde sig för att anlita samma konterfejare. Hans målningar har inte bara ett dekorativt syfte utan skulle även för en icke läskunnig illustrera bibelns berättelser.
- Paradiset

Norra korsarmens takmålning föreställer paradiset med Adam och Eva sittande under kunskapens träd. Längst till höger ser man hur de blir utdrivna ur lustgården.
- Försoningen

En takmålning föreställande försoningen är placerad rakt ovanför altaret där Fadern, Sonen och den Helige Ande är omgivna av änglar som bär redskap som användes vid korsfästelsen och nedtagningen från korset. Texten på ett papper som en mörk figur ger till Jesus lyder Wärldens synder.
- Uppståndelsen

Ovanför orgelläktaren är två kyrkor avbildade; den ena Hakarps nuvarande kyrka och den andra förmodligen den gamla kyrkan. Det är dessutom tre kors på en kulle avbildade varifrån kropparna är borttagna. Flera gestalter reser sig upp ur gravarna på Hakarps kyrkogård, för att symbolisera uppståndelsen.
- Pinorummet

I södra delen av kyrkan har Orm avbildat helvetet. En kyrklig konstkännare ska ha sagt att det är den förskräckligaste bild av helvetet i hela Sverige. Det påstås även att konstnären har avbildat ett par smeder ifrån Huskvarna som han var osams med.
- Den yttersta domen

I mitten av kyrkan i spegelvalvet har Orm avbildat Kristus i en 2,5 meter i diameter stor cirkel. Målningen föreställer den yttersta domen. Taklisterna och annat i trä runtomkring är prytt med bibelspråk och liknande.
- Övriga målningar

På läktaren har Orm avbildat ett antal för kristendomen viktiga personer såsom de 12 lärjungarna, evangelisterna, Johannes Döparen och så vidare. Flera av dem är avbildade tillsammans med symboler för de sätt på vilka de dog som martyrer.

För sitt målningsarbete i Hakarps kyrka erhöll Edvard Orm 400 daler silvermynt, men vid en proteststämma behjärtade församlingen en förhöjning med ytterligare 60 daler silvermynt – på grund av Orms ”usla och släta tillstånd”.

### Inventarier

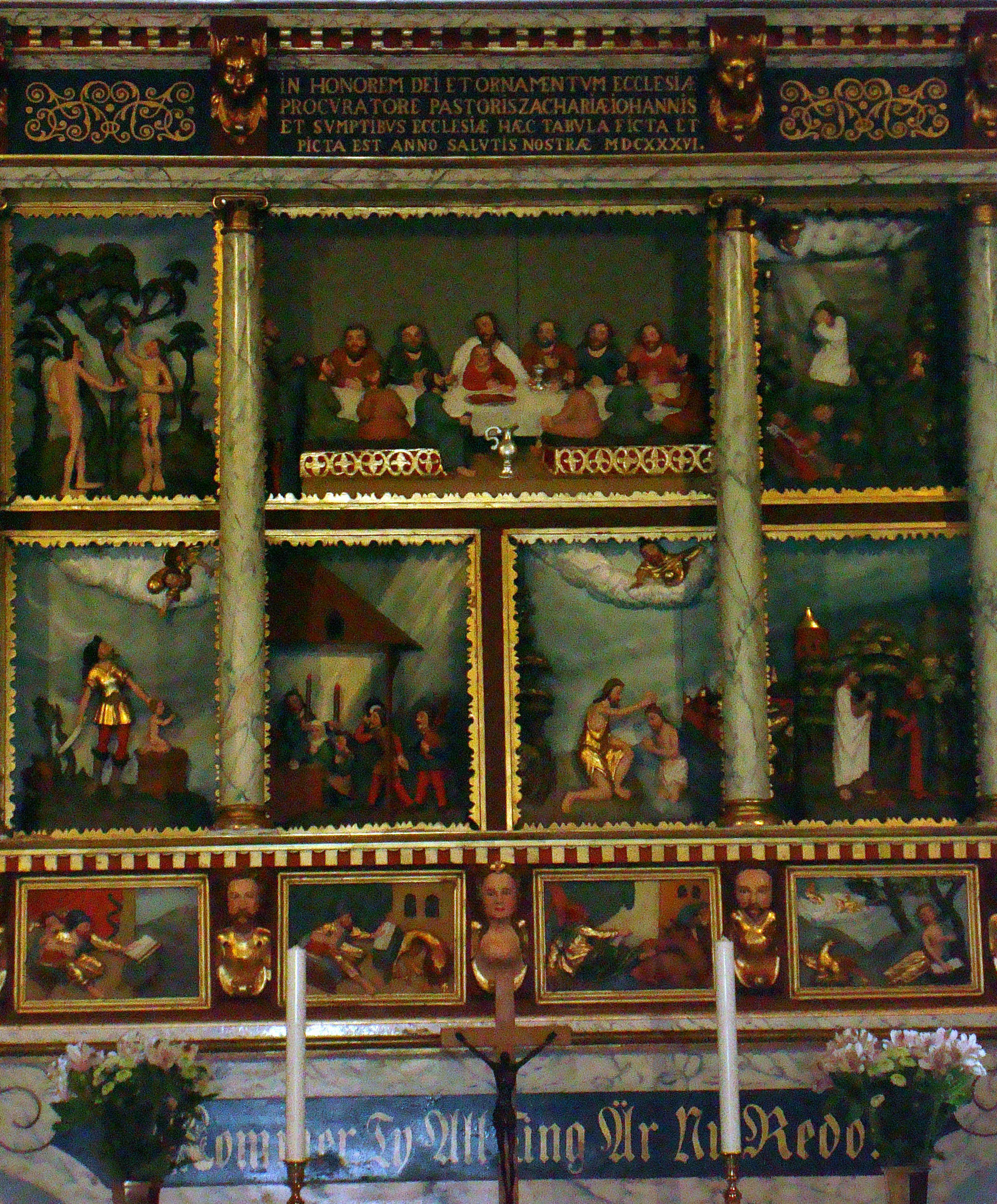
Hakarps altartavla.

Altartavlan var en gåva från Nils Hägerflycht. Den inköptes för 360 daler silvermynt från Eksjö stads kyrka.
Längst ner står texten "Kommer Ty Allting Är Nu Redo" och ovanför det avbildas de fyra evangelisterna. De omges och åtskiljs av byster som antagligen är porträtt av personer som bidrog till tavlans tillkomst under 1600-talet. Ovanför det syns reliefbilder med motiv från den bibliska historien; Syndafallet, Isaks offrande, herdarnas tillbedjan, Jesu dop, frestelse och hans kamp i Getsemane, påskalammsmåltiden och nattvardens instiftande. Ovanför det finns tre bilder omgivna av fyra pelare som avbildar korsfästelsen, nedtagningen från korset och gravläggningen. Längst upp på tavlan ser man Jesu uppståndelse.
Även predikstolen köptes in från Eksjö och bekostades av Hägerflycht. Både predikstolen och altartavlan är från 1636. De fyra evangelisterna som sitter bakom pulpeter och skriver är avbildade på predikstolens sidor. Nära sakristian hänger en målning i olja. Tavlan fanns redan när Anders Ståhl blev kyrkoherde 1712. Ursprunget är okänt men den är antagligen målad av en holländare eller fransman. Vid renoveringen av kyrkan 1894 försågs tavlan med en text.
Kyrkans dopängel hänger drygt två meter över golvnivån. Vid dop sänker man den. I ena handen håller ängeln en dopskål gjord av silver. Dopskålen är en gåva från KJ Gustafssons dödsbo. Dopängeln skänktes till kyrkan 1759 av P. Bremer. Den hamnade därefter hos Norra Smålands Fornminnesförenings museum innan den gavs tillbaka till Hakarps kyrka i samband med 250-årsjubileet 1944.
Det finns ett antal gamla ljuskronor.

#### Orglar

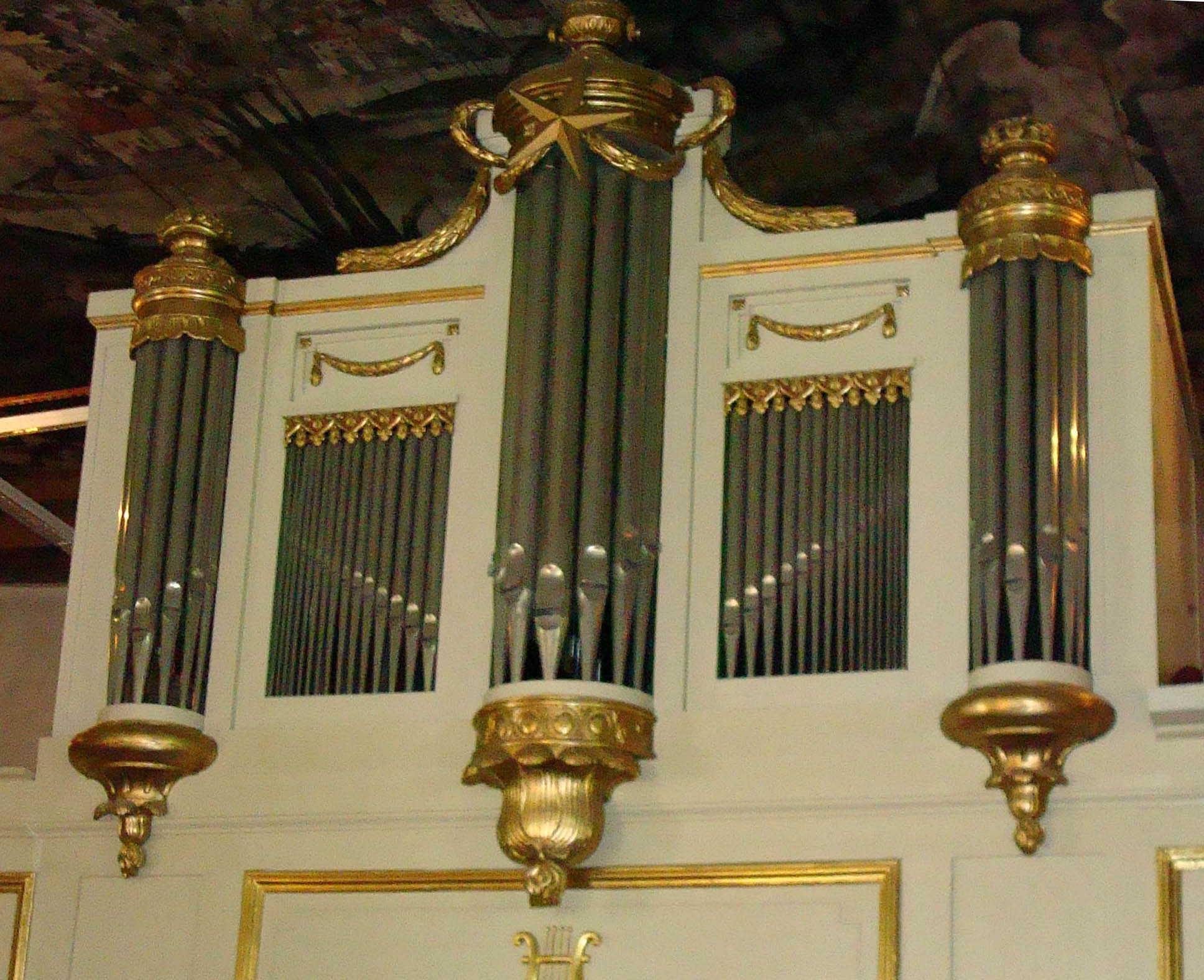
Kyrkorgeln i Hakarp.

Man vet inte om den gamla träkyrkan hade ett orgelverk eller inte. Inspektor Nils Arvidsson Hägerflycht skänkte till den nuvarande kyrkan en femstämmig orgel 1691/1694 till en kostnad av 500 daler silvermynt. 
År 1775 diskuterade man huruvida man skulle bygga om orgelverket. Andra åtgärder på kyrkan hade emellertid kostat så mycket pengar att man av ekonomiska skäl sköt upp ombyggnationen. År 1783 togs frågan upp igen. Beslutet blev att man skulle renovera det gamla positivet. Man tillkallade den kände orgelbyggaren Per Schiörlin från Linköping för att undersöka orgeln. Hans uttalande var att orgelns pipor, bälg, klaver och regeringar var så slitna, förfallna och förmultnade att det inte gick att reparera och således tecknades med Schiörlin ett kontrakt på ett bygge av ett nytt orgelverk våren 1783. Orgeln blir färdig 1784 och har då 6 stämmor. Orgeln renoverades omfattande igen år 1864 av Erik Nordström. 
År 1905 byggdes en ny, niostämmig orgel av Åkerman och Lund till en kostnad av 4 800 kr. Delar av den gamla orgeln såldes till Båraryds kyrka i Gislaveds församling, varpå den flyttades runt innan den revs våren 1982.
År 1948 renoverades och utökades orgeln från Åkerman och Lund med sju stämmor av Olof Hammarberg till en kostnad av 12.300 kr. Då orgeln på grund av pneumatisk traktur hade kort livslängd var man tvungen att redan 1975 bygga en ny orgel. Detta var dock inte lätt då Riksantikvarieämbetet hade synpunkter på utformningen och disponeringen av orgelverket. Till slut fick församlingen dock börja bygga och orgeln stod klar till pingsten 1982. Orgelläktaren är dock den ursprungliga från 1784 och likaså piporna som sitter i fasaden. Orgelns traktur är idag mekanisk och har därför mycket lång hållbarhet. Orgeln har 19 stämmor. Orgeln är mekanisk och har en cymbelstjärna.
Disposition:[E]
| Huvudverk C-g3 I                                                            | Svällverk C-g3                 | Pedalverk                                     | Koppel |  |  |
| Principal 8'                                                                | Fugara 8'                      | Subbas 16' gamla pipor                        | I/P    |  |  |
| Gedakt 8' ny stämma                                                         | Rörflöjt 8'                    | Gedaktbas 8' gamla pipor                      | II/P   |  |  |
| Oktava 4'                                                                   | Spetsflöjt 4'                  | Flöjtbas 4' gamla pipor                       | II/I   |  |  |
| Koppelflöjt 4' ny stämma                                                    | Principal 2' ny stämma         | Fagott 16' ny stämma, 18 förkortade uppsatser |        |  |  |
| Kvinta 2 2/3'                                                               | Nasat 1 1/3'                   |                                               |        |  |  |
| Flautino 2' gamla pipor                                                     | Sesquialtera II' ny stämma     |                                               |        |  |  |
| Mixtur III-IV chor. ny stämma                                               | Scharf II ny stämma            |                                               |        |  |  |
| Trumpet 8' - ny, förkortade uppsatser, 13 st tremolo med variabel hastighet | Tremolo med variabel hastighet |                                               |        |  |  |

##### Kororgel
- 1965 byggde J. Künkels Orgelverkstad en mekanisk kororgel.

| Manual       | Pedalverk  | Koppel  |
| Gedackt 8'   | Subbas 16' | Man/Ped |
| Rörflöjt 4'  |            |         |
| Principal 2' |            |         |
| Scharf III   |            |         |

#### Kyrkliga textilier
Hakarps kyrkas äldsta skrud, en rödbrun sidenbrokad sådan med invävda blommor, är från 1741 alternativt 1734 och återbördades till kyrkan 1952 efter att ha varit på Norra Smålands Fornminnesförening. Den svarta skruden av sammet med silverbroderier, härstammar från 1800-talet. Alla andra är gjorda på 1900-talet.

## Listor

### Lista över kyrkoherdar i Hakarp
| Nummer | Tjänstgörande år | Namn                                 | Född             | Död                  | Övrigt                                                                                                 |
| ------ | ---------------- | ------------------------------------ | ---------------- | -------------------- | --- |
| 1.     | 1568-1569        | Haqvinus Laurenti (Håkan Larsson)    | -                | 1569                 | Förste kyrkoherden i Hakarp                                                                            |
| 2.     | 1569-1574        | Jöns J.                              | -                | -                    | - |
| 3.     | 1574-1579        | Andreas Petri                        | -                | -                    | Flyttade till Skärstad                                                                                 |
| 4.     | 1579-1619        | Johannes Andreae                     | -                | -                    | - |
| 5.     | 1619-1658        | Petrus Nicolai Dubb                  | -                | 1658                 | - |
| 6.     | 1658-1682        | Nicolaus Ingemari Zeander            | -                | -                    | - |
| 7.     | 1682-1711        | Laurentius J. Lillander              | -                | -                    | Under hans tid byggdes och invigdes den nya kyrkan samt flyttade prästgården till dess nuvarande plats |
| 8.     | 1712-1764        | Andreas Ståhl                        | 12 februari 1685 | 1764                 | - |
| 9.     | 1764-1793        | Joachim Bergman                      | 7 juni 1718      | -                    | Blev häradsprost 1780                                                                                  |
| 10.    | 1793-1850        | Johan Filén                          | -                | 2 maj 1850           | Var häradsprost mellan 1826-1847                                                                       |
| 11.    | 1851-1882        | Per August Almqvist                  | 1810             | 8 oktober 1882       | Blev prost 1856 och kontraktsprost 1877                                                                |
| 12.    | 1883-1903        | Olof Henric Rogberg                  | -                | -                    | Var vid sin utnämning till kyrkoherde här kyrkoherde i Nottebäck och kontraktsprost i Uppvidinge       |
| 13.    | 1903-1923        | Knut (Curt) Anders Sandström         | -                | 20 juni 1932 (Växjö) | Erhöll transport till Hakarp från Reftele, blev emeritus 1923                                          |
| 14.    | 1923-1953        | Ragnar Paulus Johan Mathias Lindstam | 22 januari 1884  | -                    | Tillträdde som kyrkoherde 2 maj                                                                        |
| 15.    | 1962-1970        | Harald Möllerström                   | 18 maj 1905      | -                    | Blev kyrkoherde 1 januari                                                                              |
| 16.    | 1970-1989        | Per-Axel Jonzon                      | 1 juni 1924      | 10 april 2010        | Blev kyrkoherde 1 november. Blev kontraktsprost 1983.                                                  |
| 17.    | 1989-2014        | Conny Engkvist                       | 4 juli 1955      | -                    | Blev kyrkoherde 1 augusti 1989                                                                         |
| 18.    | 2015-            | Fredrik Spolander (församlingsherde) |                  |                      | |

### Lista över komministrar i Hakarp
| Nummer | Tjänstgörande år | Namn                   | Född              | Död | Övrigt                  |
| ------ | ---------------- | ---------------------- | ----------------- | --- | ----------------------- |
| 1.     | 1910-1917        | Job Simeon Sandeliur   | 6 december 1871   | -   | Kyrkoherde i Skärstad   |
| 2.     | 1918-1920        | Otto Arvid Åstrand     | 11 december 1882  | -   | Kyrkoherde i Hälleberga |
| 3.     | 1921-1926        | Sven Emanuel Håkansson | 28 september 1892 | -   | Kyrkoherde i Kråksmåla  |
| 4.     | 1927-1944        | Karl-Henning Thunell   | 5 juli 1882       | -   | -                       |
| 5.     | 1944-1961        | Josef Larsson          | 3 mars 1916       | -   | -                       |
| 6.     | 1988-2014        | Karin Grännö           | 18 april 1963     | -   | -                       |
| 7.     | 2015-            | Karl Christensen       | 23 april 1959     | -   | -                       |

### Fotnoter
- A  Dopfunten finns idag på Länsmuseet i Jönköping.
- B  Sanda kyrkas romanska dopfunt finns också bevarad på Länsmuseet.
- C  Gravstenarna står idag utanför kyrkan.
- D  Från en viss vinkel ser man att taket buktar inåt på grund av den tunga kyrkklockan.
- E  Anordning för chlusterspel finns och cymbelstjärna med variabel hastighet.
- Listorna över komministrar och kyrkoherdar innehåller enbart födelse- och dödsdatum om sådant finns tillgängligt. Annars är det ersatt med -.